# Городские населённые пункты Новгородской области
В состав  Новгородской области России входит 21 городской населённый пункт, в том числе:
- 10 городов, среди которых выделяются:
  - 3 города областного значения  (в списке выделены оранжевым цветом), из них в рамках организации местного самоуправления:
    - 1 город образует отдельный городской округ,
    - 2 города входят в соответствующие муниципальные районы;

  - 7 городов районного значения (в рамках организации местного самоуправления 6 входят в соответствующие муниципальные районы, 1 в соответствующий муниципальный округ);
- 11 посёлков городского типа (рабочих посёлков) — в рамках организации местного самоуправления входят в соответствующие муниципальные районы.

## Города
| №  | название         | район / город областного значения           | муниципальный район / муниципальный/городской округ | население (чел.) | основание / первое упоминание | статус города | герб | прежние названия   |
| -- | ---------------- | ------------------------------------------- | --------------------------------------------------- | ---------------- | ----------------------------- | ------------- | ---- | ------------------ |
| 1  | Боровичи         | Боровичи в составе Боровичского района      | Боровичский муниципальный район                     | ↘47 883          | XV век                        | 1770          |      |                    |
| 2  | Валдай           | Валдайский район                            | Валдайский муниципальный район                      | ↗14 074          | 1495                          | 1770          |      |                    |
| 3  | Великий Новгород | Великий Новгород                            | городской округ Великий Новгород                    | ↘222 340         | 859                           | 859           |      | до 1999 — Новгород |
| 4  | Малая Вишера     | Маловишерский район                         | Маловишерский муниципальный район                   | ↘9996            | 1843                          | 1921          |      |                    |
| 5  | Окуловка         | Окуловский район                            | Окуловский муниципальный район                      | ↗9949            | 1851                          | 1965          |      |                    |
| 6  | Пестово          | Пестовский район                            | Пестовский муниципальный район                      | ↘14 032          | 1918                          | 1965          |      |                    |
| 7  | Сольцы           | Солецкий район                              | Солецкий муниципальный округ                        | ↘8449            | 1390                          | 1914          |      |                    |
| 8  | Старая Русса     | Старая Русса в составе Старорусского района | Старорусский муниципальный район                    | ↘27 487          | 1167                          | 1167          |      | Руса               |
| 9  | Холм             | Холмский район                              | Холмский мунипальный район                          | ↘3214            | 1144                          | 1777          |      |                    |
| 10 | Чудово           | Чудовский район                             | Чудовский муниципальный район                       | ↗14 302          | XVI век                       | 1937          |      |                    |

### Населённые пункты, утратившие статус города
Сохранились, но потеряли статус города:
- Демянск — ныне пгт. Город с 1824 по 1927.
- Крестцы — ныне пгт. Город с 1776 по 4 января 1926.

## Посёлки городского типа
| №  | название   | район              | муниципальный район / муниципальный/городской округ | население (чел.) | основание / первое упоминание | статус пгт | герб | прежние названия        |
| -- | ---------- | ------------------ | --------------------------------------------------- | ---------------- | ----------------------------- | ---------- | ---- | ----------------------- |
| 1  | Демянск    | Демянский район    | Демянский муниципальный район                       | ↗4501            | 1406                          | 1960       |      |                         |
| 2  | Крестцы    | Крестецкий район   | Крестецкий муниципальный район                      | ↗8221            | 1393                          | 1938       |      |                         |
| 3  | Кулотино   | Окуловский район   | Окуловский муниципальный район                      | ↘2094            | 1495                          | 1928       |      |                         |
| 4  | Любытино   | Любытинский район  | Любытинский муниципальный район                     | ↗2471            | 1581                          | 1965       |      | до 1931 — Белое         |
| 5  | Неболчи    | Любытинский район  | Любытинский муниципальный район                     | ↘1792            | 1564                          | 1962       |      | Егорьевский, Неболоцкий |
| 6  | Панковка   | Новгородский район | Новгородский муниципальный район                    | ↗10 109          | 1412                          | 1977       |      | Мостищи                 |
| 7  | Парфино    | Парфинский район   | Парфинский муниципальный район                      | ↗6481            | 1495                          | 1938       |      | Парфеево                |
| 8  | Пролетарий | Новгородский район | Новгородский муниципальный район                    | ↗4630            |                               | 1931       |      |                         |
| 9  | Угловка    | Окуловский район   | Окуловский муниципальный район                      | ↗2319            | 1495                          | 1938       |      |                         |
| 10 | Хвойная    | Хвойнинский район  | Хвойнинский муниципальный округ                     | ↗6090            | 1927                          | 1935       |      |                         |
| 11 | Шимск      | Шимский район      | Шимский муниципальный район                         | ↘3349            | 1878                          | 1981       |      |                         |

### Населённые пункты, утратившие статус пгт
- Анциферово — 1962 года. Преобразован в сельский населённый пункт в 1998 году[6].
- Большая Вишера — пгт с 1938 года. Преобразован в сельский населённый пункт в 2009 году[7].
- Вельгия — пгт с 1932 года. Включён в состав города Боровичи в 1966 году.
- Волховский — пгт с 1975 года. Включён в состав города Великий Новгород в 2004 году[8].
- Грузино — пгт с 1938 года. Преобразован в сельский населённый пункт в 1950 году.
- Зарубино — пгт с 1939 года. Преобразован в сельский населённый пункт в 2004 году[9].
- Имени Коминтерна — пгт с 1938 года. Упразднён в 1949 году.
- Комарово — пгт с 1943 года. Преобразован в сельский населённый пункт в 1998 году[10].
- Краснофарфорный — пгт с 1938 года. Преобразован в сельский населённый пункт в 2009 году[11].
- Кречевицы — пгт с 1935 года. Включён в состав города Великий Новгород в 2004 году[8].
- Лычково — пгт с 1962 года. Преобразован в сельский населённый пункт в 1999 году[12].
- Окуловка — пгт с 1928 года. Преобразован в город в 1965 году.
- Парахино-Поддубье — пгт с 1928 года. Включён в состав города Окуловка в 1964 году.
- Пестово — пгт с 1927 года. Преобразован в город в 1965 году.
- Песь — пгт с 1962 года. Преобразован в сельский населённый пункт в 1999 году[13].
- Тёсово-Нетыльский — пгт с 1939 года. Преобразован в сельский населённый пункт в 2009 году[14].
- Тёсовский — пгт с 1959 года. Преобразован в сельский населённый пункт в 2009 году[15].
- Чудово — пгт с 1928 года. Преобразован в город в 1937 году.